# Doktor Mabuses nya testamente
Doktor Mabuses nya testamente är en roman skriven av Per Olov Enquist och Anders Ehnmark, utgiven 6 mars 1982 hos Norstedts. Boken beskrevs vid utgivningen som "en satirisk detektivroman."